# Isabelle Tauzin-Castellanos
Pour les articles homonymes, voir Castellanos et Tauzin.
Isabelle Tauzin-Castellanos, née Tauzin le 17 mai 1960 à Toulouse, est une hispaniste française.
Professeure des universités à Bordeaux en littératures et civilisations latino-américaines, elle est membre senior de l’Institut Universitaire de France.

## Biographie
Ancienne élève de l’École normale supérieure de jeunes filles (promotion 1981, Lettres), agrégée d'espagnol (1984), Isabelle Tauzin-Castellanos est professeure des universités à l’université Bordeaux III depuis 1999, elle dirige des travaux de recherche sur l’ensemble du continent latino-américain et est membre senior de l’Institut Universitaire de France (promotion 2016). 
Ses premiers travaux de recherche ont porté sur l’histoire de l’éducation des femmes au Pérou, puis elle a travaillé sur l’émergence du roman historique au XIXe siècle et  a consacré de nombreux ouvrages au philosophe radical Manuel Gonzalez Prada, précurseur du modernisme latino-américain.
En 2009 Isabelle Tauzin-Castellanos devient membre correspondant de l’Académie Péruvienne de la Langue, une reconnaissance internationale de ses travaux sur des auteurs engagés auprès des populations indiennes comme Clorinda Matto de Turner et José María Arguedas.
Spécialiste de l’histoire du Pérou des guerres d’indépendance au XXIe siècle, Isabelle Tauzin-Castellanos a aussi publié des essais sur les peintres indigénistes José Sabogal et Julia Codesido (es) et organisé de nombreuses manifestations scientifiques et expositions culturelles. Elle anime dans la région Nouvelle-Aquitaine le projet de recherche EMILA sur l’histoire des migrations et des transferts culturels. Elle poursuit des recherches sur la Conquête de l'Amérique à partir de 1492 jusqu'à la politique latino-américaine contemporaine. 

## Ouvrages
Elle est l’auteure d’une centaine de publications sur les civilisations et les littératures latino-américaines.
Auteure
- Ricardo Palma, claves de una coherencia, Lima, Universidad Ricardo Palma, 1999[12].
- Textos inéditos de Manuel Gonzalez Prada, Lima, Biblioteca Nacional, 2001[13].
- Manuel Gonzalez Prada, Baladas, Lima, PUCP, 2004.
- Lecture de Los Ríos Profundos, Paris, Ellipses, 2005[7].
- El otro curso del tiempo: una interpretación de Los ríos profundos, Lima, IFEA, 2008[14].
- Manuel González Prada , Ensayos, Lima, Universidad Ricardo Palma, 2009[15].
- L’Amérique latine écartelée : pouvoir et violence à l’épreuve de la fiction, Paris, PUF, 2012[16].
- Manuel Gonzalez Prada : Ensayos y poesías, Madrid, Cátedra, 2019[6].
- Clorinda Matto de Turner : Aves sin nido, Lima, MYL, 2021.  (ISBN 9786125013088); edición crítica con Carlos Estela Vilela y estudio preliminar XV-XXXIII.
- Fernando Casós, Los amigos de Elena Diez años antes, Lima, MYL, 2023, 464 p.   (ISBN 978-612-50-1332-3) Edición crítica de José Gabriel Castellanos e Isabelle Tauzin y estudio preliminar XVII-XXXI.
- José T. Torres Lara, Las mariposas blancas Episodios de la expedición a Iquitos. La vía central y las cuestiones de Oriente, Lima, MYL, 2024.   (ISBN 978-612-50-1331-6). Edición e introducción de Isabelle Tauzin-Castellanos.
- L’Amérique du Sud : histoire d’émigrations XIXe – XXe siècles, Pessac, Presses Universitaires de Bordeaux, 2025, 340 pages.  (ISBN 979 10 300 1126 5).

Direction et coédition d’ouvrages collectifs
- Les écritures de l’engagement en Amérique latine, Bordeaux, PUB, 252 p. Coéditeur : Y. Aguila. 2002[17].
- Manuel Gonzalez Prada, escritor de dos mundos, Lima-Bordeaux, IFEA-PUB, 309 p. 2006[18].
- Prisons d’Amérique latine : du réel à la métaphore de l’enfermement, Pessac, PUB, 2009[19].
- A pied, à cheval, en voiture : l'Amérique indépendante et les moyens de transport, Pessac, Maison des Sciences de l'Homme d’Aquitaine, 2011[20].
- Histoire des itinéraires et des étapes en Amérique latine XVIe – XXe siècle, Bordeaux, Maison des Sciences de l’Homme d’Aquitaine, 2015[21].
- Miradas recíprocas entre Perú y Francia. Viajeros, escritores y analistas (siglos  XVIII-XX), Lima, Universidad Ricardo Palma - Université Bordeaux Montaigne- Ambassade de France, 2016. Coéditrice: Mónica Cardenas Moreno[22].
- Les générations dans le monde latino-américain, Pessac, Maison des Sciences de l’Homme d’Aquitaine, 2017[23].
- Viajes, exilios y migraciones: representaciones en la literatura latinoamericana del siglo XXI, Xalapa, Universidad Veracruzana, 2019. Coéditeur : Efrén Ortiz Domínguez[24].
- Representaciones internas y miradas externas sobre el Perú y la América andina. Del Virreinato al Novecientos. Fondo Editorial Universidad Nacional Mayor de San Marcos.  (ISBN 978 9972 46 649 6). Presses Universitaires de Bordeaux.  (ISBN 979 10 300 0355 0). 2019, 365 p[25].
- Peruanismo en Burdeos: homenaje a Manuel González Prada y Bernard Lavallé. Selección del IX Congreso Internacional de Peruanistas en el Extranjero. Recherches sur le Pérou, Medford-Pessac, RCLL-AIP-UBM, 2020.  Coéditeur: José Antonio Mazzotti[26].
- De l'émigration en Amérique latine à la crise migratoire: histoire oubliée de la Nouvelle-Aquitaine XIXe – XXIe siècle, Morlaàs, éditions Cairn, 2021[27].
- Diario del viaje del Presidente Orbegoso al sur del Perú (1835, Cusco-Puno-Arequipa), Lima, Universidad Nacional Mayor de San Marcos, 2022[28]
- Migraciones, viajes y transferencias culturales. Huellas de movilidades entre México, Centroamérica, Francia y España (1821-2021), Puntarenas, 2022, Sede del Pacífico-Universidad de Costa Rica, 414 p. Coéditeur: Ronald Soto Quiros.
- Miradas mexicanas hacia Francia y Estados Unidos, México, 2022, Instituto Mora Colegio de Michoacan, 436 p. Co-éditeur: Ana Rosa Suarez Argüello
- L’émigration basque et béarnaise en Amérique : histoires familiales en construction, Morlaàs, Cairn, 2023,  Coéditeur : Beñat Çuburu Ithorotz.
- Images et représentations du Pérou en France (1821-2021), Saint-Denis, Presses Universitaires Indianocéaniques, 2023. Coédition avec Monica Cardenas Moreno et Maylis Santa Cruz.